# Счастный, Владимир Григорьевич
Влади́мир Григо́рьевич Сча́стный (бел. Уладзімір Рыгоравіч Шчасны, 25 ноября 1948, Сморгонь — 15 ноября 2020, Минск; Псевдонимы: Дроздов [от девичьей фамилии матери], Владимир Дроздов, Уладзімір Скольскі) — белорусский государственный деятель, дипломат, писатель, критик, переводчик.

## Биография
Окончил Сморгонскую СШ № 2, Минский пединститут иностранных языков (1972). В 1972 прошел стажировку в Пакистане. В 1976—1977 гг. работал преподавателем в Минском пединституте иностранных языков. Окончил курсы ООН при Московском институте иностранных языков имя М. Тореза (1978). В 1978—1982 гг. сотрудник службы русских письменных переводов Секретариата ООН в Нью-Йорке. Работал на разных должностях в Министерстве иностранных дел Республики Беларусь.

## Дипломатическая служба
В 1992—1993 гг. — член Коллегии МИД Республики Беларусь. С 1993 года — поверенный в делах Республики Беларусь в Литве. В 1995—2000 гг. — Чрезвычайный и Полномочный посол Республики Беларусь в Великобритании и, по совместительству, в Ирландии. В 2001—2013 гг. — председатель Национальной комиссии Республики Беларусь по делам ЮНЕСКО. Имел ранг Чрезвычайного и Полномочного посла.
В 2003 году был инициатором проведения в Залессье международной конференции «Исторические усадьбы. Состояние и перспективы», а также подготовки при содействии ЮНЕСКО документов на реставрацию бывшего поместья М. К. Огинского и получении копии архива композитора из Государственного архива древних актов в Москве.

## Творчество
В художественном переводе работал с 1977 года. Переводил с английского и урду на белорусский. Автор статей о вопросах культуры, истории изобразительного искусства.
В переводе В. Счастного вышла книга прозы К. Макалерс «Баллада о печальном кафе» (1988). Составитель и переводчик сборника «Американское детективное повествование» (1993). Перевел некоторые произведения Э. По, Э. С. Гарднера и др.
Автор драматических произведений, которые поставлены Национальным академическим театром им. Я.Колоса.
Автор книг «Художники Парижской школы из Беларуси: эссе, биографии, путеводитель» (2012), «Париж», «Альбатросы», каталог выставки «Художники Парижскай школы из Беларуси» (21.9.2012―14.1.2013 в Минске).

## Награды
- Медаль Франциска Скорины (6.2.2009)
- Почётная грамота Совета Министров Республики Беларусь (17.11.1998)
- Почётная грамота Совета Министров Республики Беларусь (3.4.2006)